# Moorfields Eye Hospital
Moorfields Eye Hospital è un ospedale oculistico del NHS a Londra, gestito dal Moorfields Eye Hospital NHS Foundation Trust. Assieme al UCL Institute of Ophthalmology, adiacente all'ospedale, è il più antico e grande centro per il trattamento oculistico, per l'insegnamento e per la ricerca in Europa.

## Storia
Il Moorfields Eye Hospital è stato fondato nel 1805, nella zona londinese di Moorfields, da John Cunningham Saunders, assistito da John Richard Farre. Inizialmente prese il nome di London Dispensary for curing diseases of the Eye and Ear. Nel 1899 l'ospedale si trasferì nella sede attuale e la sua gestione venne nazionalizzata nel 1948. Queste ricorrenze permisero di festeggiare un anniversario centenario nel 1999 e un bicentenario nel 2005.

## Formazione e ricerca
Il Moorfields è un importante centro di formazione post laurea per oculisti, ortottisti, optometristi e infermieri. Svolge un ruolo fondamentale nella ricerca oftalmica. Sir Stewart Duke-Elder fondò l'Istituto di Oftalmologia (ora parte del University College of London). Sir Harold Ridley, Charles Schepens e Norman Ashton hanno svolto attività di ricerca sia presso il Moorfields sia presso l'Istituto di Oftalmologia.

## Nuovo Moorfields
Nel febbraio 2007 il "Richard Desmond Children's Eye Centre" (RDCEC), conosciuto anche come "International Children's Eye Centre", venne inaugurato dalla Regina Elisabetta II. È situato accanto alla struttura principale in City Road.